# Gabriele De Nard
Gabriele De Nard (Belluno, 3 novembre 1974) è un mezzofondista e maratoneta italiano.

## Biografia
Con la maglia azzurra ha preso parte a diciassette edizioni dei campionati europei di corsa campestre, vincendo 4 medaglie, tutte nella prova a squadre: oro nel 1998, argento nel 2004 e bronzo nel 2009 e nel 2012. Miglior risultato nell'individuale fu il quarto posto nel 2001.
Nel 1993 ha vinto il titolo ai campionati del mondo di corsa in montagna nella categoria Juniores maschile o U20M.
Vanta anche tre titoli italiani assoluti di corsa campestre: nel 2006 (cross lungo), 2012 e 2013.
De Nard è sposato dal 2010 con la mezzofondista nonesa Federica Dal Rì.
Nel 2016 ha abbandonato dopo 21 anni il Gruppo Sportivo Fiamme Gialle.

## Campionati nazionali
2006
- Oro ai campionati italiani di corsa campestre - 34'20"

## Altre competizioni internazionali
2002
- 6º al Giro Media Blenio ( Dongio) - 30'13"

2004
- 13º alla Mezza maratona di Udine ( Udine) - 1h06'38"
- 8º alla BOclassic ( Bolzano) - 29'25"

2005
- 9º al Giro Media Blenio ( Dongio) - 30'00"
- 6º alla BOclassic ( Bolzano) - 29'18"

2006
- 5º alla Roma-Ostia ( Roma) - 1h03'45"

2007
- 10º alla Maratona di Treviso ( Treviso) - 2h19'12"
- 6º alla Mezza maratona di Udine ( Udine) - 1h04'30"
- 8º al Giro al Sas ( Trento) - 30'55"

2008
- 8º alla Mezza maratona di Udine ( Udine) - 1h04'36"
- 7º alla BOclassic ( Bolzano) - 29'45"
- 5º al Giro al Sas ( Trento) - 29'34"

2009
- 9º alla Roma-Ostia ( Roma) - 1h04'14"

2013
- 10º alla Stramilano ( Milano) - 1h06'24"